# Maltese Premier League (2004/2005)
Premier League Malti 2004/2005 – była 90. edycją najwyższej klasy rozgrywkowej piłki nożnej na Malcie.
Brało w niej udział 10 drużyn, które w okresie od 7 września 2004 do 8 maja 2005 rozegrały 28 kolejek meczów.
Tytuł mistrzowski obroniła drużyna Sliema Wanderers zdobywając trzeci tytuł z rzędu, a dwudziesty szósty w swojej historii.

## Drużyny
| Uczestnicy poprzedniej edycji | Uczestnicy poprzedniej edycji | Uczestnicy poprzedniej edycji | Uczestnicy poprzedniej edycji |
| --- | ----------------------------- | ----------------------------- | ----------------------------- |
| SLI | Sliema Wanderers              | Sliema                        | 1                             |
| BIR | Birkirkara FC                 | Birkirkara                    | 2                             |
| HIB | Hibernians                    | Paola                         | 3                             |
| MRS | Marsaxlokk FC                 | Marsaxlokk                    | 4                             |
| PIE | Pietà Hotspurs                | Pietà                         | 5                             |
| FLO | Floriana FC                   | Floriana                      | 6                             |
| VAL | Valletta FC                   | Valletta                      | 7                             |
| MSJ | Msida Saint-Joseph            | Msida                         | 8                             |
| Awans z Maltese First Division |                               |                               |                               |
| STP | St. Patrick FC                | Żabbar                        | 1                             |
| LIJ | Lija Athletic FC              | Lija                          | 2                             |
| Oznaczenia: - kolumna pierwsza – skróty nazw drużyn, - kolumna trzecia – siedziba klubu, - kolumna czwarta – miejsce zajęte w poprzednim sezonie. |                               |                               |                               |

## Format rozgrywek
Rozgrywki składały się z dwóch faz. W pierwszej drużyny grały ze sobą dwukrotnie, raz u siebie i raz na wyjeździe.
W drugiej fazie liga została podzielona na dwie grupy.
Sześć najlepszych drużyn grających o tytuł oraz miejsca startowe w międzynarodowych rozgrywkach, zaś pozostałe o pozostanie w lidze. Punkty zdobyte w fazie zasadniczej zostały podzielone z zaokrągleniem w górę.

## Faza zasadnicza
| Lp. | Drużyna            | M  | Z  | R | P  | B+ | B– | +/– | Pkt | Kwalifikacja      |  | SLM | VLT | HIB | BKR | MXK | FRN | PTA | MSD | STP | LIJ |
| --- | ------------------ | -- | -- | - | -- | -- | -- | --- | --- | ----------------- |  | --- | --- | --- | --- | --- | --- | --- | --- | --- | --- |
| 1   | Sliema Wanderers   | 18 | 13 | 3 | 2  | 33 | 15 | +18 | 42  | grupa mistrzowska |  |     | 3–1 | 1–1 | 0–0 | 2–1 | 1–0 | 1–0 | 1–1 | 2–1 | 0–1 |
| 2   | Valletta           | 18 | 11 | 3 | 4  | 42 | 26 | +16 | 36  | grupa mistrzowska |  | 3–2 |     | 2–2 | 0–1 | 3–1 | 3–2 | 4–1 | 5–1 | 5–0 | 4–1 |
| 3   | Hibernians         | 18 | 10 | 6 | 2  | 34 | 22 | +12 | 36  | grupa mistrzowska |  | 2–3 | 2–1 |     | 4–2 | 3–3 | 2–0 | 2–1 | 1–1 | 2–2 | 2–1 |
| 4   | Birkirkara         | 18 | 9  | 5 | 4  | 44 | 25 | +19 | 32  | grupa mistrzowska |  | 0–2 | 1–2 | 2–1 |     | 1–1 | 3–0 | 2–3 | 5–3 | 7–2 | 4–0 |
| 5   | Marsaxlokk         | 18 | 7  | 5 | 6  | 32 | 23 | +9  | 26  | grupa mistrzowska |  | 1–3 | 1–1 | 1–2 | 1–1 |     | 0–1 | 4–1 | 2–1 | 3–1 | 5–1 |
| 6   | Floriana           | 18 | 6  | 6 | 6  | 21 | 22 | −1  | 24  | grupa mistrzowska |  | 0–2 | 0–0 | 1–1 | 1–3 | 1–0 |     | 1–1 | 1–1 | 2–1 | 4–0 |
| 7   | Pietà Hotspurs     | 18 | 5  | 4 | 9  | 34 | 33 | +1  | 19  | grupa spadkowa    |  | 2–3 | 2–3 | 1–3 | 1–1 | 0–3 | 2–3 |     | 2–2 | 4–0 | 3–0 |
| 8   | Msida Saint-Joseph | 18 | 4  | 6 | 8  | 27 | 34 | −7  | 16  | grupa spadkowa    |  | 1–2 | 4–1 | 0–2 | 0–2 | 1–2 | 1–1 | 1–1 |     | 3–1 | 2–1 |
| 9   | St. Patrick        | 18 | 2  | 3 | 13 | 17 | 45 | −28 | 9   | grupa spadkowa    |  | 0–1 | 1–2 | 0–1 | 3–3 | 0–0 | 0–2 | 0–5 | 3–2 |     | 2–0 |
| 10  | Lija Athletic      | 18 | 2  | 1 | 15 | 10 | 49 | −39 | 7   | grupa spadkowa    |  | 0–4 | 1–2 | 0–1 | 1–6 | 0–3 | 1–1 | 0–4 | 1–2 | 1–0 |     |

1. ↑  Msida Saint-Joseph odjęto dwa punktami za uderzenie asystenta sędziego przez członka sztabu zespołu[1][2].

## Faza finałowa
| Top Six  |                      |    |    |    |    |    |    |     |    |                                             |     |     |     |     |     |     |     |     |     |     |     |
| 1        | Sliema Wanderers (M) | 28 | 18 | 7  | 3  | 47 | 23 | +24 | 40 | Liga Mistrzów UEFA • I runda kwalifikacyjna |     |     | 1–1 | 1–1 | 0–0 | 2–0 | 2–1 |     |     |     |     |
| 2        | Birkirkara (P)       | 28 | 15 | 9  | 4  | 69 | 36 | +33 | 38 | Puchar UEFA • I runda kwalifikacyjna        |     | 3–1 |     | 1–1 | 6–3 | 2–2 | 3–0 |     |     |     |     |
| 3        | Hibernians           | 28 | 14 | 11 | 3  | 49 | 32 | +17 | 35 | Puchar UEFA • I runda kwalifikacyjna        |     | 1–1 | 2–2 |     | 0–3 | 3–0 | 1–1 |     |     |     |     |
| 4        | Valletta             | 28 | 16 | 4  | 8  | 57 | 41 | +16 | 34 | Puchar Intertoto UEFA (2005)                |     | 0–3 | 1–2 | 0–2 |     | 4–1 | 2–1 |     |     |     |     |
| 5        | Marsaxlokk           | 28 | 8  | 6  | 14 | 41 | 47 | −6  | 17 |                                             |     | 1–2 | 0–3 | 1–3 | 0–1 |     | 1–0 |     |     |     |     |
| 6        | Floriana             | 28 | 7  | 7  | 14 | 28 | 39 | −11 | 16 |                                             | 0–1 | 0–2 | 0–1 | 0–1 | 4–3 |     |     |     |     |     |     |
| Play-Out |                      |    |    |    |    |    |    |     |    |                                             |     |     |     |     |     |     |     |     |     |     |     |
| 7        | Pietà Hotspurs       | 24 | 8  | 5  | 11 | 44 | 38 | +6  | 20 |                                             |     |     |     |     |     |     |     |     | 1–1 | 4–0 | 1–0 |
| 8        | Msida Saint-Joseph   | 24 | 7  | 8  | 9  | 38 | 41 | −3  | 19 |                                             |     |     |     |     |     |     | 2–1 |     | 3–0 | 2–0 |     |
| 9        | St. Patrick (S)      | 24 | 5  | 3  | 16 | 27 | 56 | −29 | 14 | Spadek do Maltese First Division            |     |     |     |     |     |     |     | 2–0 | 4–2 |     | 4–1 |
| 10       | Lija Athletic (S)    | 24 | 3  | 2  | 19 | 13 | 60 | −47 | 8  | Spadek do Maltese First Division            |     |     |     |     |     |     |     | 0–3 | 1–1 | 1–0 |     |

## Najlepsi strzelcy
| Bramki | Strzelcy                    | Drużyna            |
| ------ | --------------------------- | ------------------ |
| 21     | Andrew Cohen                | Hibernians         |
| 20     | Ivan Woods                  | Sliema Wanderers   |
| 14     | Michael Galea               | Birkirkara         |
| 13     | Daniel Nwoke                | Msida Saint-Joseph |
| 12     | Terence Scerri              | Hibernians         |
| 12     | Jean Pierre Mifsud Triganza | Birkirkara         |
| 11     | Haruna Doda                 | Birkirkara         |
| 11     | Danilo Dončić               | Sliema Wanderers   |
| 11     | Gilbert Agius               | Valletta           |
| 10     | Massimo Grima               | Valletta           |
| 10     | Etienne Barbara             | Birkirkara         |
| 10     | Cleavon Frendo              | Marsaxlokk         |

Źródło: 

## Stadiony
| Ta’ QaliCentenaryHibernians GroundVictor · Tedesco | Ta’ Qali         | Ta’ Qali          | Paola             | Marsa                  |
| Ta’ QaliCentenaryHibernians GroundVictor · Tedesco | Ta’ Qali Stadium | Centenary Stadium | Hibernians Ground | Victor Tedesco Stadium |
| Ta’ QaliCentenaryHibernians GroundVictor · Tedesco |                  |                   |                   |                        |

Źródło: 